# Bunny O'Hare
Pour plus de détails, voir Fiche technique et Distribution.
Bunny O'Hare est un film américain réalisé par Gerd Oswald, sorti en 1971.

## Synopsis
Le personnage-titre, une veuve dont les économies ont été dilapidées par ses enfants égoïstes, Lulu et Ad, se retrouve sans-abri lorsque la banque saisie son hypothèque. Elle se lie d'amitié avec Bill Green, un itinérant vieillissant qui pille la plomberie de la maison, qui, elle découvre bientôt, est en réalité le fugitif voleur de banque William Gruenwald. Dans l'espoir de récupérer ce que la banque lui a pris, Bunny fait chanter Bill Green lui demandant de lui apprendre à voler les institutions contre son silence sur son identité secrète.
Elle, porte une longue perruque blonde, un chapeau sur-dimensionné et des lunettes de soleil, lui, revêt une fausse barbe, une veste en cuir, et un pantalon à pattes d'éléphant, et ils poussent même l’espièglerie à prendre la fuite sur une  moto Triumph Trophy TRW 250 cm3. Emporté par leur succès, Bunny convainc Bill de la rejoindre dans plusieurs braquages. Les différents modus operandi qu'ils utilisent ( Mise en liberté un canari pour distraire le garde, déclenchement des bombes fumigènes) rendent difficile au lieutenant de police Horace Greeley et au criminologue R.J. Hart de profiler leurs suspects.

## Fiche technique
- Titre original : Bunny O'Hare
- Réalisation : Gerd Oswald
- Scénario : Coslough Johnson d'après l'histoire Bunny and Billy de Stanley Z. Cherry
- Photographie : Loyal Griggs et John M. Stephens (en)
- Montage : Fred R. Feitshans Jr.
- Costumes : Phyllis Garr
- Producteurs : Samuel Z. Arkoff (producteur exécutif), Norman T. Herman, James H. Nicholson (producteur exécutif) et Gerd Oswald
- Société de production : American International Pictures (AIP)
- Pays d'origine : États-Unis
- Format : Couleur - Son : Mono
- Genre : Comédie
- Durée : 91 minutes
- Date de sortie :
  - États-Unis : 18 octobre 1971

## Distribution
- Bette Davis : Bunny O'Hare
- Ernest Borgnine : Bill Green
- Jack Cassidy : Lieutenant Greeley
- Joan Delaney : R.J. Hart
- Jay Robinson : John C. Rupert
- John Astin : Ad
- Reva Rose : Lulu